# Wiener Waldhornverein
Der Wiener Waldhornverein ist ein Zusammenschluss von Berufshornisten, Studenten und Amateuren, der es sich zur Aufgabe gemacht hat, vor allem das Wiener Horn in Konzerten zur Geltung zu bringen. Es ist mit dem Gründungsjahr 1883 „die älteste Vereinigung von Hornisten weltweit“. Zugleich besteht im Rahmen des Vereins der Wiener Waldhornverlag (abgekürzt WWV), der es sich zur Aufgabe gemacht hat, sowohl originale Kompositionen als auch Arrangements für Waldhorn zu publizieren.

## Geschichte
Das österreichische Kaiserpaar Franz Joseph I. und Elisabeth feierte im Frühjahr 1879 in Wien sein silbernes Ehejubiläum. Anlässlich dieses Festes wurde vom Wiener Dekorationskünstler Hans Makart am 27. April 1879 ein großer Festzug durch die Stadt aufgestellt, der vom Wiener Prater zur Ringstraße in die Innenstadt führte.
Joseph Schantl als Solohornist der Wiener Hofoper besetzte dabei den Jagdwagen und spielte zusammen mit seinen Hornkollegen Franz Pichler, Anton Wunderer und Emil Wipperich vierstimmige Jagdmusik. Der Umzug mit der Hornmusik und diese vierstimmige Besetzung wurden zu einem großen Erfolg. Vier Jahre später, 1883, wurde aus der Idee, einen Hornistenclub „zum Zwecke der Geselligkeit und Pflege des Waldhorns“ zu gründen, Wirklichkeit. Joseph Schantl scharte den Ersten Wiener Hornistenclub um sich, komponierte für ihn, schuf eine mehrbändige Hornschule und konzertierte mit der wachsenden Schar von Hornisten. Später wurde der Name geändert: aus dem Hornistenclub erwuchs der Wiener Waldhornverein. Zu den Gründungsmitgliedern des Vereins wird auch Johannes Brahms gezählt. Für das lange Bestehen dieser Einrichtung war es wichtig, dass fast alle relevanten Wiener Musikinstitutionen, in denen Waldhorn geblasen wird, auch im Wiener Waldhornverein aktiv wurden, seien es die Wiener Philharmoniker, die Johann Strauß Capelle, die Wiener Oper, das Wiener Konservatorium und andere.
Der Verein trug – auch aus politischen Gründen – in seiner Geschichte verschiedene Namen, etwa „Verein zur Pflege der Waldhornmusik“ in Wien. 1983 wurde das hundertjährige Bestehen des Vereins in Wien festlich begangen.

## Gegenwart

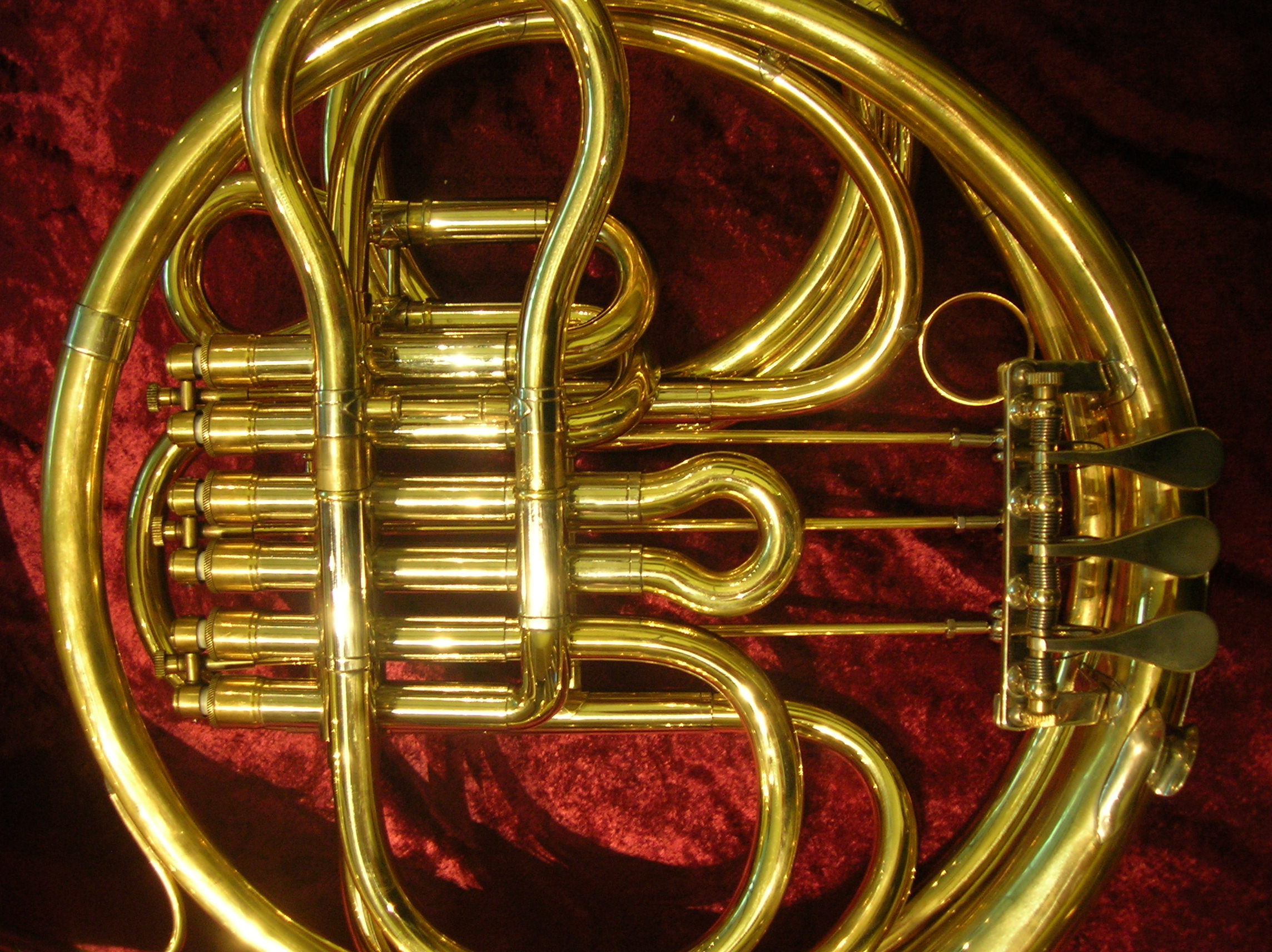
Der Wiener Waldhornverein ist eng mit der Geschichte und Tradition des Wiener Horns verbunden.

Bis heute besteht der Verein – wie zu seiner Gründung – aus Berufshornisten, Studenten und Amateuren.
1951 wurden die neuen Statuten verfasst, und der Name in Wiener Waldhorn Verein geändert. Vorstände, Präsidenten des Vereins waren bzw. sind unter anderem Siegfried Schwarzl, Roland Horvath, Lars Michael Stransky, Dieter Angerer.
Dirigenten: ehemalig Erhard Seyfried, seit 2012 Azis Sadikovits

## Verlag
Nach dem Zweiten Weltkrieg, der der Vereinsarbeit stark zugesetzt hatte, wurde der Wiener Waldhornverlag gegründet, um das mittlerweile beträchtlich gewachsene Musikarchiv des Vereins für die Öffentlichkeit zugänglich zu machen. Die Publikationen sind inzwischen im internationalen Notenhandel zugänglich.

## Weblink
- Homepage des Wiener Waldhornvereins